# Awst (II)
Awst (II) est roi de Brycheiniog vers le milieu du VIIIe siècle

## Contexte
Il est mentionné dans le Livre de Llandaf sous le nom de « August, père d'Elgistil » c'est-à-dire le roi Elwystl ap Awst qui est tué par son parent Tewdwr ap Rhain, qui devient roi Dyfed et de  Brycheiniog. Du fait des noms des témoins et d'autres considérations il apparaît qu'il est différent de son homonyme Awst (I). Hugh Thomas suggère que cet Awst devait être le fils de Cadwgan ap Cathen. Le copiste du Golden Grove Book n'a aucun doute à ce sujet